# Tell my Sister
Albums de Kate & Anna McGarrigle
ODDiTiES
(2010) Sing Me the Songs: Celebrating the Works of Kate McGarrigle
(2013)
Tell my Sister est un ensemble de trois disques rassemblant des chansons de Kate et Anna McGarrigle. C'est le deuxième album à sortir après le décès de Kate, survenu en janvier 2010.
Les deux premiers disques sont des ré-éditions des deux premiers albums des sœurs McGarrigle. Leur producteur, Joe Boyd, s'est chargé de rassembler les inédits composant le troisième disque, principalement des standards du duo (Heart like a wheel, Mendocino, Come a long way...) mais certaines versions datent du début de carrière solo de Kate McGarrigle au tout début des années 1970.

## Concerts et lancement de la Fondation
En parallèle de la sortie de Tell my Sister, deux soirées d'hommage à Kate McGarrigle ont eu lieu au Town Hall de la ville de New York, les 12 et 13 mai 2011. Autour de ses enfants, Martha et Rufus Wainwright, et d'Anna étaient rassemblés, parmi d'autres, Emmylou Harris, Antony Hegarty (Antony and the Johnsons), Norah Jones, et Teddy Thompson. Les bénéfices de ces concerts ont servi à la création de la Fondation Kate McGarrigle pour la recherche sur le sarcome.

## Réception
Pour Olivier Robillard-Laveaux du site canadien VOIR, "les frangines y témoignent de toute leur force harmonique et de la singularité de leur chant".